# Kaltenbach (Salzbach)
Der Kaltenbach ist ein offiziell gut einen Kilometer langer Bach im rheinland-pfälzischen Landkreis Südwestpfalz. Er ist ein linker Zufluss des Salzbachs im Südwestlichen Pfälzerwald.

## Geographie

### Verlauf
Der Kaltenbach entspringt nach einigen Karten im Herrenwald auf einer Höhe von etwa 266 m ü. NHN östlich der Ortsgemeinde Münchweiler an der Rodalb am Westfuß des 319,7 m hohen Kleinen Schieß. Seine Quelle (⊙) liegt auf dem Gebiet von Münchweiler in einem Mischwald direkt östlich des 841 Meter langen Münchweiler Tunnels an den Gleisanlagen des Teilabschnitts Queichtalbahn der Bahnstrecke Landau–Rohrbach. Etwas östlich der Quelle steht dort ein Sendemast.
Der Kaltenbach fließt zunächst in südöstlicher Richtung westlich an den Gleisen der Bahn entlang durch den Wald, läuft dann an dem auf seiner linken Seite stehenden  CVJM-Gästehaus Münchweiler vorbei und wird ab dort auf seiner rechten Seite von einer Zufahrtsstraße, die auch als Wanderweg genutzt wird, begleitet. Er zieht nun zwischen der Rotsuhl im Westen und dem Kleinen Schieß im Osten knapp einen halben Kilometer südsüdostwärts durch ein enges und bewaldetes Kerbtal, unterquert dann die Bahnanlagen, bildet gleich danach einen kleinen Weiher und zieht anschließend östlich der Bahn in Richtung Süden am Westfuß des  331,7 m hohen Großen Schieß entlang. Er verschwindet nun in den Untergrund und taucht dann etwa 300 Meter bachabwärts westlich der Gleisanlagen wieder an der Oberfläche auf. Erst ab dort beginnt amtlicherseits sein Lauf.
Der Kaltenbach bildet sogleich einen kleinen Wasserfall und durchfließt dann den unteren von zwei kleinen Fischweihern. Er läuft danach im Waschtal südostwärts durch eine Feuchtwiese und wird auf seiner rechten Seite von einem Waldbächlein verstärkt. Kurz darauf unterquert er unterhalb der Flur Im Waschtal abermals die Gleisanlagen und zieht nördlich der Bahnstrecke zwischen dem Großen Schieß im Norden und dem  324,6 m hohen Kaltenbacher Berg im Süden in östlicher Richtung durch ein Großseggenried. Etwas später bei der Flur In der Wasch wird der Kaltenbach zum Großen Weiher Hinterweidenthal gestaut.
Der südliche Teil des kleinen Stausees gehört schon zur Ortsgemeinde Hinterweidenthal. Am Südostrand des Sees steht die Hans Hemmer Hütte, ein überdachter  Unterstand zum Schutz der Wanderer vor der Witterung. Der Bach verlässt nun unterirdisch verdolt den See in Richtung Süden, kreuzt dabei die Bahnanlagen und tritt dann nach etwa 60 Meter wieder zutage. Er durchfließt anschließend den Annaweiher und zieht dann gut 100 Meter südsüdostwärts durch Grünland.
Bei der Anschlussstelle Hinterweidenthal der B 10 unterquert er die Bundesstraße mit ihren Auffahrtsstraßen und gleich danach die B 427, fließt dann südostwärts durch einen bachbegleitenden Erlenwald, schwenkt dann kurz nach Osten ab und mündet schließlich westlich von Hinterweidenthal auf einer Höhe von ungefähr 218 m ü. NHN von links in den dort von Südwesten kommenden unteren Salzbach, der seinerseits etwa 200 Meter bachabwärts von rechts in die Wieslauter einmündet. Auf der anderen Seite der Mündung des Kaltenbachs erhebt sich der 323,9 m hohe Handschuhkopf.
Der offiziell nur 1,4 km lange Lauf des Kaltenbachs endet ungefähr 17 Höhenmeter unterhalb seines amtlichen Ursprungs, er hat somit ein mittleres Sohlgefälle von etwa 12 ‰.

### Einzugsgebiet
Das 4,98 km² große Einzugsgebiet des Kaltenbachs liegt im Südwestlichen Pfälzerwald und wird durch ihn über den Salzbach, die Lauter und den Rhein zur Nordsee entwässert.
Es grenzt
- im Südwesten an das Einzugsgebiet des Walmersbachs, der in den Salzbach mündet;
- im Westen und Nordwesten an das der  Rodalb, die über den Schwarzbach, die Blies, die Saar und die Mosel in den Rhein entwässert;
- im Norden  an das des Bachs vom Wiesenhof, der in den Salzbach mündet und
- ansonsten an das des Salzbachs direkt.

Fast das gesamte Einzugsgebiet ist bewaldet und die höchste Erhebung ist der Langenberg mit einer Höhe von 437,6 m ü. NHN im Südwesten des Einzugsgebiets.

## Natur und Umwelt

### Flora
Das Waschtal beherbergt eine Vielfalt von artenreichen Biotopen.
In der Bachaue im Waschtal wachsen  u. a.  das Gegenblättrige Milzkraut sowie der Frauenfarn und Unterwasser gedeiht das Gemeine Brunnenmoos.
In dem Großseggenried vor dem Stausee wachsen die Gemeine Waldsimse, die Sumpfdotterblume, der 
Kriechende Arzneibaldrian (Valeriana excelsa subsp. excelsa), der Gemeine Beinwell, das Frauenfarn, der Teichschachtelhalm, das Moorlabkraut und die Sumpfkratzdistel sowie die Schlank- und die Blasensegge.
Im Erlenwald im Bereich der Mündung wachsen Schwarzerlen, Sandbirken, Eschen und Stieleichen sowie Sal-, Ohr- und Hohe Weiden und unten in der  Krautschicht gedeihen dort das Echte Mädesüß, die Flatterbinse, der Gemeine Gilbweiderich, das Rohrglanzgras, die Gemeine Waldsimse, der Flutende Wasserhahnenfuß und der Nussfrüchtige Wasserstern.

### Fauna
Im  Waschtal leben u. a. Fische, Eisvögel, Enten und Nutrias.